# Redystrybucja dochodów
Redystrybucja dochodów – wtórny podział dochodów społeczeństwa dokonujący się za pośrednictwem budżetu państwa. Przebiega ona wielopłaszczyznowo i polega na obciążeniu działalności gospodarczej oraz dochodów (czasami majątku) wszystkich podmiotów gospodarczych (również obywateli) różnymi rodzajami podatków i opłat, które stanowią dochód budżetu państwa. Uzyskane środki finansowe stają się źródłem finansowania dochodów tych grup społecznych, które nie uzyskują ich z udostępniania czynników wytwórczych (emeryci, bezrobotni) oraz wytwarzania dóbr i usług publicznych (przekazywanych społeczeństwu nieodpłatnie lub częściowo odpłatnie, na przykład bezpłatna służba zdrowia, administracja publiczna, obronność).
Redystrybucja dochodów dokonuje się zawsze czyimś kosztem i na czyjąś korzyść. Państwo, za pomocą np. progresywnego podatku dochodowego, przejmuje część dochodów najbogatszych obywateli i przekazuje je najuboższym, np. w postaci pomocy społecznej lub zasiłków dla bezrobotnych. Szczególnie duża redystrybucja dochodów jest stosowana przez tzw. państwa opiekuńcze od początku XX wieku. Zwolennicy redystrybucji dochodów uznają, że jest ona instrumentem służącym realizacji celów społecznych (wyrównywaniu szans, zmniejszaniu nierówności społecznych) oraz ekonomicznych (stabilizacji popytu na wysokim poziomie). Przyjmuje się, że w ramach prowadzonej przez państwo polityki społecznej redystrybucja jest prowadzona w taki sposób, że rozkład dochodów jest bardziej równomierny i ogranicza sferę ubóstwa.